# Marian Tarnawski

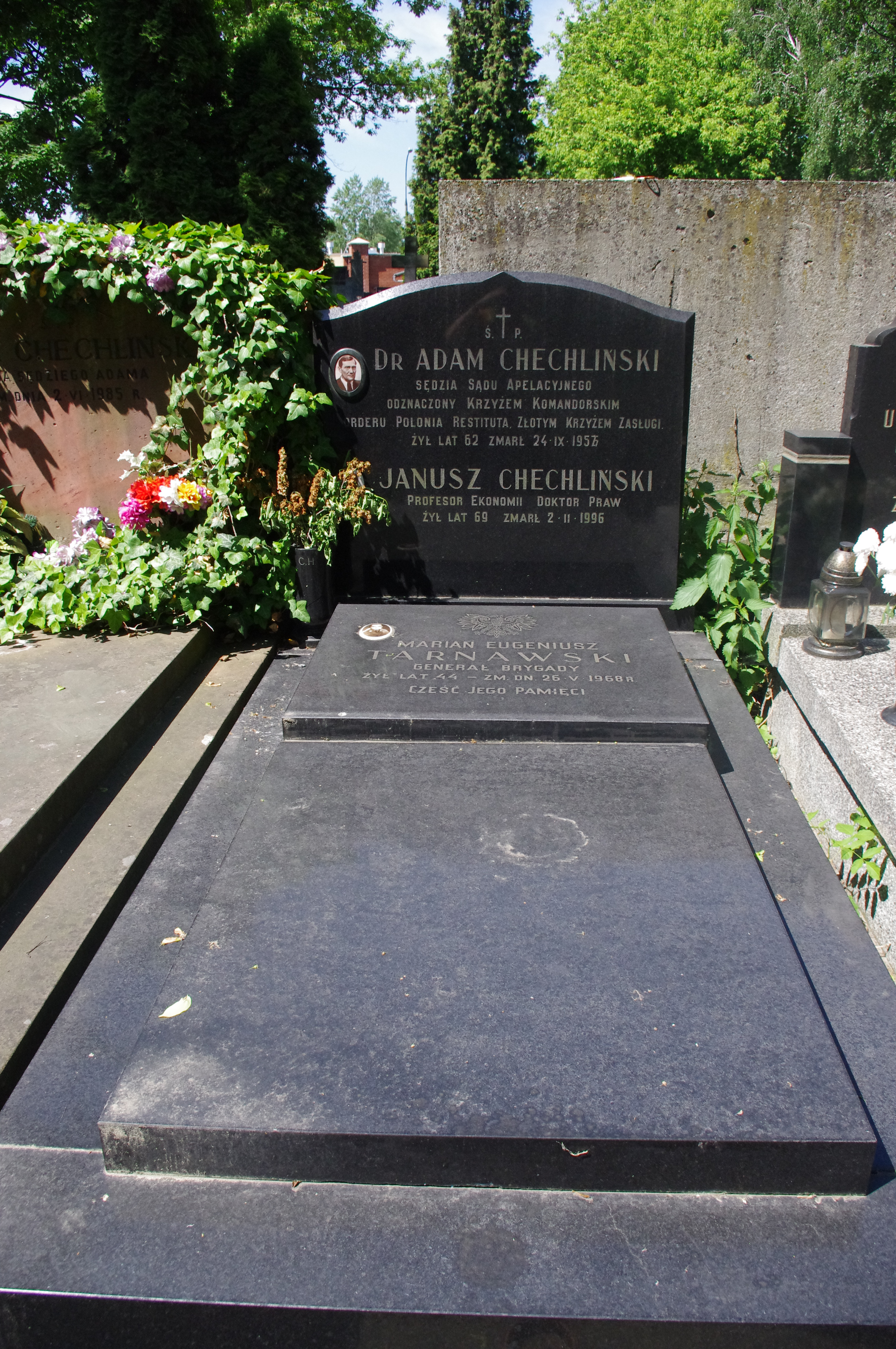
Grób sędziego sądu apelacyjnego dr Adama Chechlińskiego i gen. Mariana Tarnawskiego na Cmentarzu Powązkowskim w Warszawie

Marian Eugeniusz Tarnawski (ur. 7 września 1923 w Mariampolu k. Stanisławowa, zm. 27 maja 1968 w Warszawie) – generał brygady Wojska Polskiego.

## Życiorys
W 1944 roku wstąpił do Wojska Polskiego. Po ukończeniu podoficerskie szkoły wojskowej został skierowany do Oficerskiej Szkoły Wojsk Pancernych. Służbę w stopniu oficera rozpoczął w 52 pułku artylerii pancernej jako dowódca plutonu, potem kompanii, pomocnik szefa sztabu do spraw rozpoznania, a później do spraw operacyjnych. W 1947 przeniesiony na stanowisko pomocnika inspektora broni pancernej. Od 1948 służył w Dowództwie Wojsk Pancernych i Zmechanizowanych WP na stanowiskach: pomocnika szefa wydziału operacyjnego, a następnie st. pomocnika szefa wydziału rozpoznawczego. 
W 1957 ukończył Wojskową Akademię Sztabu Generalnego im. Klimenta Woroszyłowa i sprawował kolejne funkcje dowódcze i sztabowe; był między innymi zastępcą dowódcy dywizji do spraw liniowych w 4 Dywizji Zmechanizowanej. W latach 1963–1967 był dowódcą 20 Dywizji Pancernej w Szczecinku. 11 października 1965 został mianowany na stopień generała brygady. Nominację otrzymał w Belwederze z rąk przewodniczącego Rady Państwa PRL marszałka Polski Mariana Spychalskiego. 
Pochowany został na Powązkach (kwatera 154b-1). W pogrzebie wzięła udział delegacja na czele z wiceministrem obrony narodowej, Głównym Inspektorem Szkolenia gen. dyw. Tadeuszem Tuczapskim.

## Życie prywatne
Był synem Jana (1888-1924) i Marii z Chaszczewskich (ur. 1893). Po śmierci ojca matka sama utrzymywała siebie i synka ciesząc się opinią dobrej krawcowej w Mariampolu. 
Mieszkał w Szczecinku. Od 1961 był żonaty z Barbarą Brzeskwińską z domu Chechlińską, lekarzem stomatologiem. Miał syna i dwie przybrane córki.

## Odznaczenia
- Krzyż Kawalerski Orderu Odrodzenia Polski (1963)
- Złoty Krzyż Zasługi (1958)
- Srebrny Krzyż Zasługi (1954)
- Medal 10-lecia Polski Ludowej
- Medal Zwycięstwa i Wolności 1945
- Srebrny Medal „Siły Zbrojne w Służbie Ojczyzny” (1954)